# 市場町 (岡崎市)
市場町（いちばちょう）は、愛知県岡崎市東部地区の町名。丁番を持たない単独町名であり、19の小字が設置されている。

## 地理
岡崎市の南東部に位置する。

### 河川
- 山綱川

### 湖沼
- 城山ノ池

### 小字
| - 字馬面（うまづら） - 字円光（えんこう） - 字大狭間（おおはざま） - 字御成箇（おなりこ） - 字笠松（かさまつ） - 字鍛治屋田（かじやだ） - 字蟹沢（かにざわ） | - 字桐山（きりやま） - 字杭瀬（くいせ） - 字三反田（さんたんだ） - 字品原（しなはら） - 字下仲田（しもなかだ） - 字神山（じんやま） | - 字東笠松（ひがしかさまつ） - 字東町（ひがしまち） - 字方便野（ほうべんの） - 字町裏（まちうら） - 字元神山（もとじんやま） - 字余田（よでん） |

## 世帯数と人口
2019年（令和元年）5月1日現在の世帯数と人口は以下の通りである。
| 町丁   | 世帯数  | 人口  |
| ------ | ------- | ----- |
| 市場町 | 189世帯 | 429人 |

### 人口の変遷
国勢調査による人口の推移
| 1995年（平成7年）  | 483人 | [ 5 ] |  |
| 2000年（平成12年） | 452人 | [ 6 ] |  |
| 2005年（平成17年） | 414人 | [ 7 ] |  |
| 2010年（平成22年） | 392人 | [ 8 ] |  |
| 2015年（平成27年） | 381人 | [ 9 ] |  |

## 小・中学校の学区
市立小・中学校に通う場合、学区は以下の通りとなる。
| 番・番地等 | 小学校             | 中学校             |
| ---------- | ------------------ | ------------------ |
| 全域       | 岡崎市立藤川小学校 | 岡崎市立東海中学校 |

## 歴史
額田郡市場村の一部を前身とする。

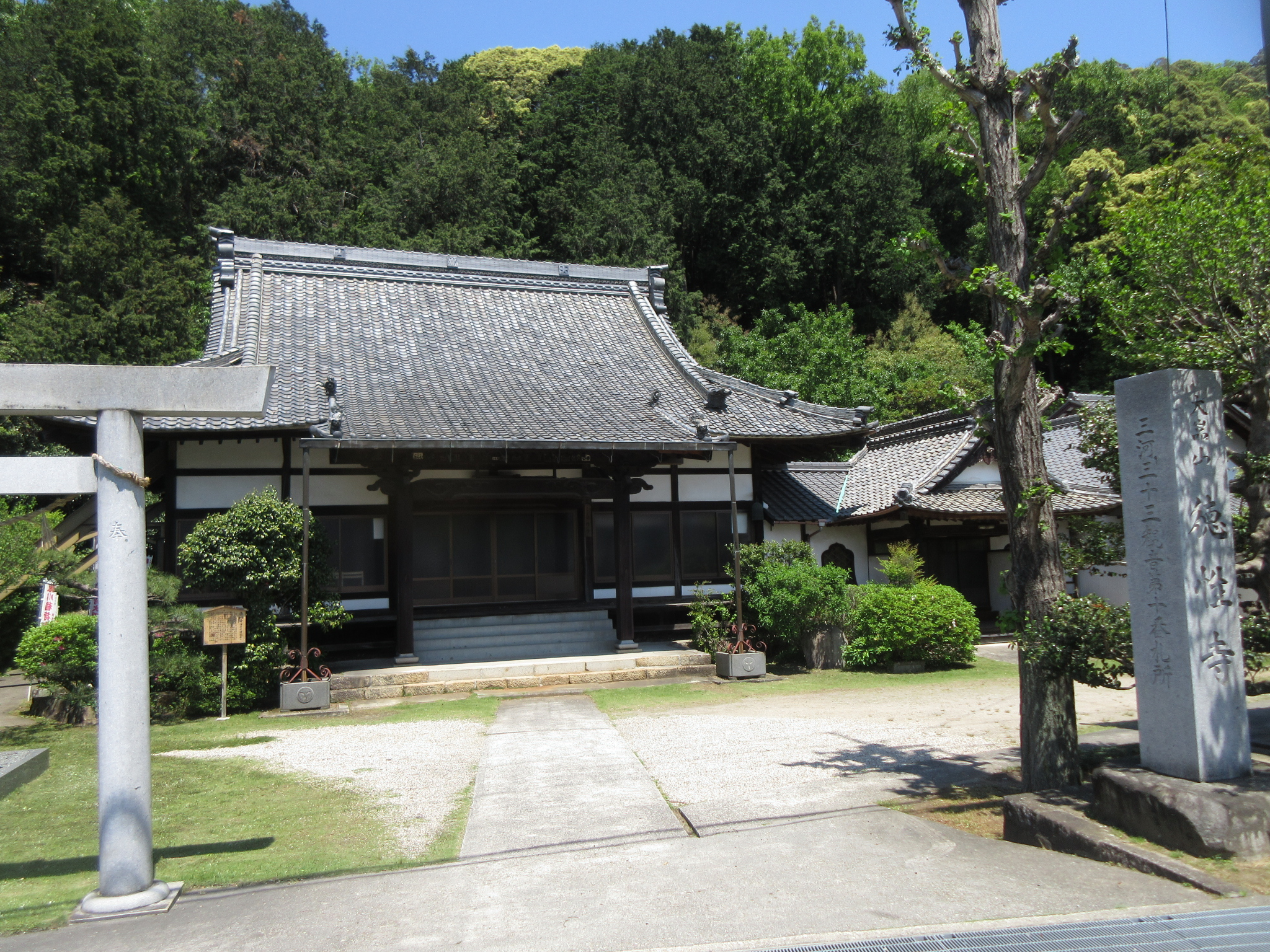
徳性寺

市場村は、江戸時代初期は舞木村字市場であった。1648年に東海道藤川宿を加宿するため、住民を移住させて市場村が作られ、藤川宿の東町として栄えた。

### 沿革
- 1889年（明治22年）10月1日 - 町村制施行。藤川村・市場村・蓑川村が合併し、藤川村大字市場となる[11]。
- 1955年（昭和30年）2月1日 - 岡崎市へ編入し、同市市場町となる[12]。
- 1988年（昭和63年）4月1日 - 住居表示実施に伴い、一部が藤川台1丁目となる[12][13]。
- 1989年（平成元年）3月1日 - 一部が藤川台2丁目となり、一部を池金町へ編入[12][13]。
- 1990年（平成2年）3月1日 - 一部が藤川台3丁目となり、一部を舞木町へ編入[12][13]。

## 交通

### 鉄道
- 名鉄名古屋本線
  - 通過するのみである

### 道路
- 東名高速道路
  - 美合パーキングエリア下り線
- 国道1号
- 愛知県道327号市場福岡線
  - 藤川街道

## 施設
- 市場公民館
- 藤川郵便局
- ジェイテクト岡崎工場
- 明星院
- 徳性寺
- 阿弥陀寺
- 津島神社[14]

## その他

### 日本郵便
- 郵便番号 : 444-3521[3]（集配局：岡崎郵便局[15]）。

## 参考資料
- 「角川日本地名大辞典」編纂委員会 編『角川日本地名大辞典 23 愛知県』角川書店、1989年3月8日。ISBN 4-04-001230-5。
- 有限会社平凡社地方資料センター 編『日本歴史地名大系第23巻 愛知県の地名』平凡社、1981年。ISBN 4-582-49023-9。
- 新編岡崎市史編さん委員会 編『新編岡崎市史 総集編 20』1993年。